# Flocagem
A flocagem é o processo eletrostático onde é lançada uma camada de pelos sobre um tecido por processo eletrostático. Também se refere à textura produzida por esse processo ou ao material usado na superfície flocada. A flocagem de um artigo pode ser realizada com o propósito de aumentar seu valor  agregado as peças e luxo ,em termos de sensação tátil, estética, cor e aparência. A matéria-prima utilizada é o pó de náilon (fios cortados em partes pequenas) e a cola acrílica.
A flocagem também é utilizada em cenários de teatro, cinema e parques temáticos para criar réplicas de texturas naturais, como por exemplo, a de plantas e animais.